# Miguel Fidalgo
Nuno Miguel Fidalgo dos Santos (Caniçal, 19 marzo 1982) è un ex calciatore portoghese, di ruolo attaccante.

## Carriera

### Club
Nato a Caniçal, a Madera, inizia a giocare a calcio nel 1993 nella squadra locale, prima di trasferirsi due anni dopo al Nacional, con cui entra in prima squadra nel 2000. Tra la stagione 2000-2001 e 2001-2002 colleziona in totale 18 presenze, prima di essere prestato per due anni al Camacha.
Dal 2004 al 2006 Fidalgo gioca per il Nacional mentre nelle successive due stagioni viene ceduto ancora a titolo temporaneo prima ai ciprioti dell'AEK Larnaca e poi nel 2007-2008 all'União Madera, in terza divisione portoghese. Tornato al Nacional, nel 2008-2009 disputa 16 partite e segna due volte.
Nel 2009 si aggrega all'Académica de Coimbra, assieme al compagno del Nacional Bruno Amaro. Il club di Coimbra acquista l'intero cartellino l'anno dopo e Fidalgo segna una rete il 15 agosto 2010 alla prima partita di campionato, nella clamorosa vittoria per 2-1 dell'Académica contro i campioni in carica del Benfica. A fine stagione la squadra evita la retrocessione e Fidalgo risulta il miglior cannoniere del club.
Nel 2013, dopo una deludente esperienza al Vitória Setúbal, torna nell'isola natale di Madera per rivestire la maglia dell'União. Nel 2016 ritorna al Camacha, prima di trasferirsi per la terza volta all'União nel 2018, dove Fidalgo termina la carriera due anni dopo, a 38 anni.